# Matsuyama Zenzō

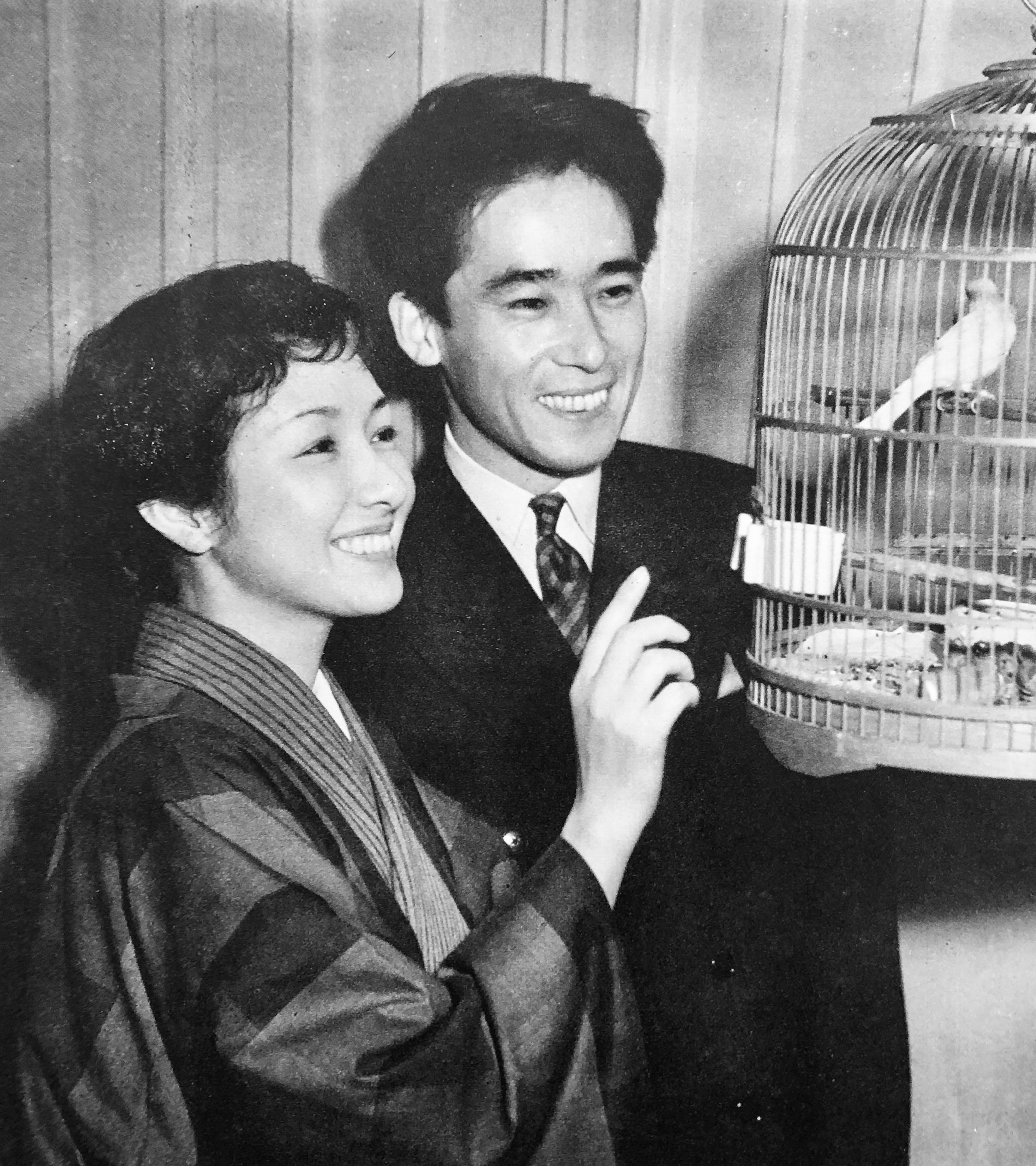
Matsuzama mit Takamine Hideko

Matsuyama Zenzō (japanisch 松山 善三; geboren am 3. April 1925 in Kōbe (Präfektur Hyōgo); gestorben am 27. August 2016 in Tokio) war ein japanischer Drehbuchautor und Regisseur.

## Leben und Wirken
Matsuyama Zenzō wurde in Kōbe geboren und wuchs in Yokohama auf. Nach dem Schulabschluss begann er eine Ausbildung zum Arzt an der Medizinischen Hochschule „Iwate Ika Daigaku“ (岩手医科大学). Er brach jedoch sein Studium ab und begann 1948 eine Karriere im Filmgeschäft im „Shōchiku Ōfuna Film Studio“ (松竹大船撮影所, Shōchiku Ōfuna Satsueijo) auf. Regisseur Kinoshita Keisuke erkannte sein Talent und förderte ihn. 1955 heiratete er die Filmschauspielerin Takamine Hideko. Er arbeitete auch mit Kobayashi Masaki zusammen und schrieb für ihn Drehbücher, so für „Anata kaimasu“ (あなた買います) – „Ich kaufe Sie“ (1956), „Kuroi Kawa“ (黒い河) ebenfalls 1956 und für Kobayashis Meisterwerk, die Trilogie „Ningen no Jōken“ (人間の條件) – etwa „Bestimmung des Menschen“, 1959 bis 1961. 
Im Jahr 1956 gab er sein Regiedebüt mit „Na mo naku mazushiku utsukushiku“ (名もなく貧しく美しく) – „Namenlos, arm und schön“. Er zeigt in diesem Film die Schwierigkeiten, mit denen ein Paar – beide taub – für ein normales Leben zu kämpfen hat. Zu seinen besten Filmen gehören „Ware hitotsubu no mugi naredo“ (われ一粒の麦なれど) – „Könnte ich aber leben“ (1964) und „Noriko wa, ima“ (典子は,今) – „Noriko, jetzt“, 1981. Ein später Film (1988) ist „Haha“ (母) – „Mutter“.
1983 eröffnete Matsuyama ein Musikgeschäft.
1990 wurde Matsuyama mit dem „Japanese Academy Award“ im Fach „Bestes Drehbuch“ für „Niji no hashi“ (虹の橋) – „Regenbogenbrücke“ und „Bōkyō“ (望郷) – „Heimweh“ ausgezeichnet. 1994 erhielt er den „Academy Award“ im Fach „Beste Regie“ für „Niji no hashi“.